# Eleições legislativas de 2019 em Odivelas

## Resultados Oficiais
| Partido                 | Partido                              | Votos   | %               | +/-   |
| ----------------------- | ------------------------------------ | ------- | --------------- | ----- |
|                         | Partido Socialista                   | 29 334  | 41,44 / 100,00  | 5,65  |
|                         | Partido Social Democrata             | 14 102  | 19,92 / 100,00  | -     |
|                         | Bloco de Esquerda                    | 6 932   | 9,79 / 100,00   | 1,78  |
|                         | CDU - Coligação Democrática Unitária | 5 259   | 7,43 / 100,00   | 2,40  |
|                         | Pessoas–Animais–Natureza             | 3 349   | 4,73 / 100,00   | 2,70  |
|                         | CDS – Partido Popular                | 2 037   | 2,88 / 100,00   | -     |
|                         | CHEGA!                               | 1 782   | 2,52 / 100,00   | Novo  |
|                         | Iniciativa Liberal                   | 1 157   | 1,63 / 100,00   | Novo  |
|                         | LIVRE                                | 1 001   | 1,41 / 100,00   | 0,47  |
|                         | Aliança                              | 740     | 1,05 / 100,00   | Novo  |
|                         | Outros (com menos de 1,00%)          | 2 373   | 3,35 / 100,00   |       |
| Votos Inválidos         | Votos Inválidos                      | 2 727   | 3,85 / 100,00   | 0,26  |
| Total                   | Total                                | 70 793  | 100,00 / 100,00 |       |
| Eleitorado/Participação | Eleitorado/Participação              | 126 444 | 55,99 / 100,00  | 3,87  |
| Fonte                   | Fonte                                | [ 1 ]   | [ 1 ]           | [ 1 ] |

## Resultados por Freguesia
Os resultados seguintes referem-se aos partidos que obtiveram mais de 1,00% dos votos:
| Partido                              | %     | %     | %     | %    | %    | %    | %    | %    | %    | %    | Votantes |
| Partido                              | PS    | PSD   | BE    | CDU  | PAN  | CDS  | CH   | IL   | L    | A    | Votantes |
| ------------------------------------ | ----- | ----- | ----- | ---- | ---- | ---- | ---- | ---- | ---- | ---- | -------- |
| Odivelas                             | 40,95 | 20,98 | 9,97  | 6,92 | 4,74 | 2,92 | 2,27 | 1,95 | 1,54 | 1,08 | 28 936   |
| Pontinha e Famões                    | 43,73 | 17,97 | 9,17  | 8,25 | 4,51 | 2,90 | 2,35 | 1,13 | 1,15 | 0,94 | 16 519   |
| Póvoa de Santo Adrião e Olival Basto | 43,47 | 18,91 | 10,11 | 7,99 | 4,40 | 2,52 | 2,24 | 1,50 | 1,28 | 0,91 | 8 222    |
| Ramada e Caneças                     | 39,06 | 20,48 | 9,94  | 7,23 | 5,08 | 2,96 | 3,23 | 1,67 | 1,51 | 1,15 | 17 116   |
| Odivelas                             | 41,44 | 19,92 | 9,79  | 7,43 | 4,73 | 2,88 | 2,52 | 1,63 | 1,41 | 1,05 | 70 793   |

#### Odivelas
| Partido                 | Partido                              | Votos  | %               | +/-  |
| ----------------------- | ------------------------------------ | ------ | --------------- | ---- |
|                         | Partido Socialista                   | 11 850 | 40,95 / 100,00  | 5,15 |
|                         | Partido Social Democrata             | 6 072  | 20,98 / 100,00  | -    |
|                         | Bloco de Esquerda                    | 2 884  | 9,97 / 100,00   | 1,30 |
|                         | CDU - Coligação Democrática Unitária | 2 001  | 6,92 / 100,00   | 2,13 |
|                         | Pessoas–Animais–Natureza             | 1 373  | 4,74 / 100,00   | 2,65 |
|                         | CDS – Partido Popular                | 845    | 2,92 / 100,00   | -    |
|                         | CHEGA!                               | 656    | 2,27 / 100,00   | Novo |
|                         | Iniciativa Liberal                   | 563    | 1,96 / 100,00   | Novo |
|                         | LIVRE                                | 447    | 1,54 / 100,00   | 0,40 |
|                         | Aliança                              | 313    | 1,08 / 100,00   | Novo |
|                         | Outros (com menos de 1,00%)          | 884    | 3,05 / 100,00   |      |
| Votos Inválidos         | Votos Inválidos                      | 1 048  | 3,62 / 100,00   | 0,02 |
| Total                   | Total                                | 28 936 | 100,00 / 100,00 |      |
| Eleitorado/Participação | Eleitorado/Participação              | 52 209 | 55,42 / 100,00  | 3,80 |

#### Pontinha e Famões
| Partido                 | Partido                                         | Votos  | %               | +/-  |
| ----------------------- | ----------------------------------------------- | ------ | --------------- | ---- |
|                         | Partido Socialista                              | 7 224  | 43,73 / 100,00  | 6,36 |
|                         | Partido Social Democrata                        | 2 969  | 17,97 / 100,00  | -    |
|                         | Bloco de Esquerda                               | 1 515  | 9,17 / 100,00   | 2,33 |
|                         | CDU - Coligação Democrática Unitária            | 1 363  | 8,25 / 100,00   | 2,34 |
|                         | Pessoas–Animais–Natureza                        | 745    | 4,51 / 100,00   | 2,48 |
|                         | CDS – Partido Popular                           | 479    | 2,90 / 100,00   | -    |
|                         | CHEGA!                                          | 389    | 2,35 / 100,00   | Novo |
|                         | LIVRE                                           | 190    | 1,15 / 100,00   | 0,38 |
|                         | Iniciativa Liberal                              | 186    | 1,13 / 100,00   | Novo |
|                         | Partido Comunista dos Trabalhadores Portugueses | 172    | 1,04 / 100,00   | 0,33 |
|                         | Outros (com menos de 1,00%)                     | 602    | 3,64 / 100,00   |      |
| Votos Inválidos         | Votos Inválidos                                 | 685    | 4,15 / 100,00   | 0,47 |
| Total                   | Total                                           | 16 519 | 100,00 / 100,00 |      |
| Eleitorado/Participação | Eleitorado/Participação                         | 30 000 | 55,06 / 100,00  | 4,73 |

#### Póvoa de Santo Adrião e Olival Basto
| Partido                 | Partido                              | Votos  | %               | +/-  |
| ----------------------- | ------------------------------------ | ------ | --------------- | ---- |
|                         | Partido Socialista                   | 3 574  | 43,47 / 100,00  | 6,08 |
|                         | Partido Social Democrata             | 1 555  | 18,91 / 100,00  | -    |
|                         | Bloco de Esquerda                    | 831    | 10,11 / 100,00  | 1,20 |
|                         | CDU - Coligação Democrática Unitária | 657    | 7,99 / 100,00   | 3,14 |
|                         | Pessoas–Animais–Natureza             | 362    | 4,40 / 100,00   | 2,62 |
|                         | CDS – Partido Popular                | 207    | 2,52 / 100,00   | -    |
|                         | CHEGA!                               | 184    | 2,24 / 100,00   | Novo |
|                         | Iniciativa Liberal                   | 123    | 1,50 / 100,00   | Novo |
|                         | LIVRE                                | 105    | 1,28 / 100,00   | 0,56 |
|                         | Outros (com menos de 1,00%)          | 347    | 4,22 / 100,00   |      |
| Votos Inválidos         | Votos Inválidos                      | 277    | 3,36 / 100,00   | 0,07 |
| Total                   | Total                                | 8 222  | 100,00 / 100,00 |      |
| Eleitorado/Participação | Eleitorado/Participação              | 16 092 | 51,09 / 100,00  | 5,79 |

#### Ramada e Caneças
| Partido                 | Partido                              | Votos  | %               | +/-  |
| ----------------------- | ------------------------------------ | ------ | --------------- | ---- |
|                         | Partido Socialista                   | 6 686  | 39,06 / 100,00  | 5,70 |
|                         | Partido Social Democrata             | 3 506  | 20,48 / 100,00  | -    |
|                         | Bloco de Esquerda                    | 1 702  | 9,94 / 100,00   | 2,37 |
|                         | CDU - Coligação Democrática Unitária | 1 238  | 7,23 / 100,00   | 2,54 |
|                         | Pessoas–Animais–Natureza             | 869    | 5,08 / 100,00   | 3,01 |
|                         | CHEGA!                               | 553    | 3,23 / 100,00   | Novo |
|                         | CDS – Partido Popular                | 506    | 2,96 / 100,00   | -    |
|                         | Iniciativa Liberal                   | 285    | 1,67 / 100,00   | Novo |
|                         | LIVRE                                | 259    | 1,51 / 100,00   | 0,66 |
|                         | Aliança                              | 196    | 1,15 / 100,00   | Novo |
|                         | Outros (com menos de 1,00%)          | 599    | 3,49 / 100,00   |      |
| Votos Inválidos         | Votos Inválidos                      | 717    | 4,19 / 100,00   | 0,62 |
| Total                   | Total                                | 17 116 | 100,00 / 100,00 |      |
| Eleitorado/Participação | Eleitorado/Participação              | 28 143 | 60,82 / 100,00  | 3,19 |